# Selvans
Selvans è il dio etrusco della foresta e dei confini; paragonabile nel mondo romano al dio Silvanus.
Nelle statuette ritrovate viene raffigurato con sembianze giovanili e il suo nome viene citato nel Fegato di Piacenza.

## Origini
Le prime attestazioni del culto del dio consistono nell'offerta di oggetti di bronzo risalenti al V secolo a.C.
La funzione del dio come protettore dei confini viene documentata nel corso del IV secolo a.C. da una dedica ufficiale in cui Selvans riceve l'epiteto tularia, derivato dalla parola etrusca tular, ovvero il "confine". Cippi di confine di luoghi di culto intestati a Selvans sono noti a Tarquinia e a Bolsena nel santuario del Pozzarello.

## Iconografia
Nonostante le molte statuette con iscrizione votiva dedicate a Selvans, solamente quella offerta del deposito votivo cortonese della Porta Ghibellina è una rappresentazione della divinità. Il dio viene raffigurato con un giovanetto nudo con sulla testa un copricapo ricavato dalla testa di un animale, una collana rigida al collo e due stivaletti di pelle ai piedi; la mano destra appoggiata all'anca e la mano sinistra sollevata tenendo un attributo ora perduto, probabilmente un bastone.